# اخطار (داستان)
اخطار (انگلیسی: The Harbinger) نام یک رمان پرفروش است که توسط نویسنده آمریکایی جاناتان کاهن نوشته شده است. جاناتان کاهن که یک یهودی مسیحی شده است بیان می‌کند که حملات ۱۱ سپتامبر در واقع اخطار خداوند به ایالات متحده است و آن را با وقایع اتفاق افتاده برای پادشاهی اسراییل مقایسه می‌کند. به طور اختصاصی او به آیه زیر از کتاب اشعیا توجه می‌کند که می‌گوید:

## خلاصه

### مسائل تاریخی
بعد از پایان سلطنت سلیمان قبایل اسراییل در مورد جایگزین او دچار اختلاف شدند. ده قبیله شمالی پادشاهی اسراییل و دو قبیله دیگر پادشاهی یهودا را تشکیل دادند. در سال ۷۳۲ قبل از میلاد پادشاهی آشوریان به رهبری تیگلات-پیلسر سوم به پادشاهی اسراییل حمله کرد و بخشی از مردم آن را اخراج کرد. اسراییل به صورت کشور کوچکتری با حیات ادامه داد تا اینکه ۷ سال بعد در سال ۷۲۵ قبل از میلاد آشوریان بار دیگر به پادشاهی اسراییل حمله کرده و تمامی مردم آن را اخراج کردند. از این زمان به بعد چیزی از پادشاهی اسراییل در دست نیست و از این رو ده قبیله گم شده نامیده می‌شود.

### نه اخطار
نویسنده وقایع اتفاق افتاده برای پادشاهی اسراییل را با وقایع حملات ۱۱ سپتامبر مقایسه می‌کند. بر اساس نظر نویسنده آمریکا مانند پادشاهی اسراییل کشوری است که بر اساس رابطه با خداوند ایجاد شده است و اولین دولت آن در زمان جرج واشینگتن آن را به خداوند اهدا کرد. نویسنده معتقد است که آمریکا مانند اسراییل برای بودن نور در بین ملتها ایجاد شده است.
در زیر لیستی از اخطارهای مورد اشاره شده در کتاب آمده است:
1. اخطار اول - خروج: اولین اخطار خروج پادشاهی اسراییل از محافظت خداوند در سال ۷۳۲ قبل از میلاد است. نویسنده اعتقاد دارد که وقایع ۱۱ سپتامبر نشاندهنده این است که آمریکا نیز همانند اسراییل قدیم از حفاظت خداوند خارج شده است. نویسنده دلیل این خروج را گناهان اسراییل و مشابه آن گناهان آمریکا می‌داند.
2. اخطار دوم - تروریست: پادشاهی اسراییل قبل از نابودی مورد حملات تروریستی از طرف پادشاهی آشوریان قرار گرفت. مشابه آن ایالات متحده نیز مورد حملات تروریستی از طرف گروه القاعده قرار گرفت. همچنین آشوریان مردمی سامی و از اقوام خاورمیانه بودند. گروه القاعده نیز از اعراب سامی خاورمیانه تشکیل شده است.
3. اخطار سوم - آجرهای فروریخته: مهمترین علامت نابودی شهر در اثر حمله آشوریان در پادشاهی اسراییل فروریخته شدن ساختمانهای آن بود. مشابه همین اتفاق مهمترین علامت حملات ۱۱ سپتامبر نیز فروریختن ساختمانها است.
4. اخطار چهارم - برج: مردم اسراییل بعد از نابودی شهرشان توبه نکرده و بلکه اعلام می‌کنند که به وسیله توان خود آن را دوباره محکمتر خواهند ساخت. مشابه همین قضیه آمریکا نیز وعده داد که برجی محکمتر از قبلی در جای برجهای دوقلو خواهد ساخت.
5. اخطار پنجم - سنگ غازی: اسراییلیان بعد از حمله آشوریان به کندن سنگ پرداخته و آن را به محل نابودی میآورند و وعده می‌دهند که اینبار ساختمانهای خود را با سنگ خواهند ساخت تا فرو نریزند. سه سال بعد از حملات ۱۱ سپتامبر نیز یک سنگ به محل ساختمانها آورده می‌شود و وعده ایجاد ساختمانی محکمتر داده می‌شود.
6. اخطار ششم - درخت انجیر: در آیه اشعیا ۹:۱۰ اسراییلیان بیان می‌کنند که در اثر حمله آشوریان درختان انجیر آنها نابود شدند. در زمان حادثه ۱۱ سپتامبر فروریختن ساختمانها یک موج ایجاد کرد که تمامی ساختمانهای اطراف را نابود کرد. تنها یک ساختمان سالم ماند که در جلوی آن یک درخت انجیر وجود داشت و این درخت انجیر شوک انفجار را گرفت. این ساختمان کلیسای سنت پال در شهر نیویورک بود که اولین جایی است که جرج واشینگتن بعد از اعلام رئیس جمهوری به همراه بقیه افراد دولت در آنجا عبادت کردند. این اتفاق در ۳۰ آوریل ۱۷۸۹ افتاده است.
7. اخطار هفتم - درخت سرو: بعد از نابودی درختان انجیر در پادشاهی اسراییل آنها آن را با درخت سرو جایگزین می‌کنند. سه سال بعد از اتفاقات ۱۱ سپتامبر درخت انجیری که در جلوی کلیسای سنت پال وجود داشت با یک درخت سرو ۲۱ فوتی جایگزین می‌شود.
8. اخطار هشتم - بیان: اسراییلها بعد از حمله آشوریان به جای توبه اعلام قدرت کردند و لغات آیه ۹:۱۰ اشعیا را بر زبان آوردند. یک روز بعد از حادثه ۱۱ سپتامبر تام دشل که در آن زمان رئیس سنا بود در کنگره حاضر شد و سخنرانی کرد. او سخنان خود را با بیان آیه ۹:۱۰ اشعیا به پایان برد و اعلام کرد که ایالات متحده از این حادثه قویتر بیرون خواهد آمد.
9. اخطار نهم - پیشگویی: نویسنده پیش بینی می‌کند که سرنوشت اسراییل ممکن است برای ایالات متحده تکرار شد. علی‌الخصوص نویسنده قدرت ایالات متحده را در اقتصاد آن می‌بیند و چون هر دوباری که بازار بورس آمریکا در ۱۷ سپتامبر ۲۰۰۱ و ۲۹ سپتامبر ۲۰۰۸ سقوط کرد در روز ۲۹ ایلول سقوط کرد معتقد است که این امر بر اساس قانون شمیتا صورت گرفته است. از این رو نویسنده معتقد است که اگر آمریکا توبه نکرده و از گناهان خود برائت نجوید ممکن است اقتصاد آن در شمیتای بعدی سقوط کند.[۱]